# Der Biggels-Effekt
Der Biggels-Effekt ist ein britischer Science-Fiction-Film aus dem Jahr 1986. Es handelt sich dabei um eine Literaturverfilmung der Romanreihe Biggles von W. E. Johns. Der Film ist auch unter dem Titel Sturzflug durch die Zeit bekannt.

## Handlung
Der New Yorker Jim Ferguson bereitet gerade eine Präsentation vor, die er am nächsten Tag im Büro vorzutragen hat, als er sich plötzlich, vom Blitz getroffen, im Jahr 1917 während des Ersten Weltkrieges an der Westfront wiederfindet und James ‘Biggels’ Bigglesworth aus seinem abgestürzten Flugzeug retten muss. Als hinter ihm eine Bombe explodiert, landet er wieder im Jahr 1985 und fragt sich, ob das gerade alles nur ein Traum war. Aber als am nächsten Morgen Air Commodore William Raymond in seinem Büro erscheint und nach den Fotoaufnahmen fragt, weiß Ferguson, dass die Zeitreise wirklich passiert ist. Raymond gibt ihm seine Karte, mit dem Hinweis, dass er ihn in London, unter der Adresse Tower Bridge 1a erreichen kann, falls ähnliches wieder passieren sollte. Es passiert. Als Ferguson auf seiner Firmenfeier anschließend wieder im Jahr 1917 landet, fliegt er mit Biggels auf Erkundungsflug, um eine geheime deutsche Waffe auszuspionieren. Dabei werden sie von einem deutschen Flieger gejagt, den sie erfolgreich abschütteln können, bevor die Deutschen mit dem Kommando „Rote Flamme“ ihre Geheimwaffe abfeuern. Da sich Biggels und Ferguson mit ihrem Flugzeug in der Abschusszone befinden, drohen sie abzustürzen, bevor sie die nötige rettende Distanz zur Waffe aufbringen können.
Ferguson reist mit der Kamera zurück in seine Zeit, wo er sich sofort aufmacht, nach London zu fliegen, um Raymond zu treffen. Dieser erklärt ihm, dass Biggels sein Zeitzwilling sei und er ihm helfen müsse, die deutsche Geheimwaffe zu zerstören, damit die Deutschen den Krieg verlieren. Also bereitet sich Ferguson darauf vor, wieder in ins Jahr 1917 zurückzukehren. Doch irgendwie kommt kein Zeitsprung. Erst als er sich halbnackt rasiert, kommt es dazu, dass er sich vor den frommen Nonnen eines Klosters wiederfindet. Er wird von Biggels Leuten, Algy, Bertie und Ginger, gefasst. Dabei sieht Ferguson, wie Biggels mit seiner geliebten Marie spricht. Aber das Gespräch wird jäh unterbrochen, da die Deutschen das Kloster umstellt haben. Kurz bevor diese die vier Briten hinrichten, schafft es Ferguson sie als Nonne verkleidet zu retten. Allerdings springt er wieder in die Zeit nach vorne und begegnet als Nonne verkleidet seiner Geliebten und Arbeitskollegin Debbie, die sich Sorgen um seine psychische Gesundheit macht. Er erklärt ihr, dass er ein Zeitreisender sei, der permanent zwischen den Zeiten hin und her springt. Während dieses Gesprächs springt er erneut ins Jahr 1917 zurück und nimmt dabei Debbie mit.
Beide landen im Schützengraben und fliehen mit Biggels und seinen Leuten vor den Deutschen in eine zerbombte Stadt. Dort erleben sie, wie die Deutschen einen Test ihrer Geheimwaffe vorbereiten. Dabei kommt es zu einem Kampf zwischen ihnen und den Deutschen, der damit endet, dass diese ihre Waffe abfeuern. Gerade noch rechtzeitig schaffen es Ferguson, Debbie, Biggels und seine Leute Zuflucht in einem neuartigen Bunker zu finden. Von dort aus sehen sie, wie die Waffe ihre vernichtende Wirkung entfaltet. Irgendwie haben die Deutschen es geschafft mit Akustik eine zerstörerische Waffe zu entwickeln, die nicht nur Stahl und Beton, sondern auch Menschen in sich zusammenfallen lässt. Schnell werden sie von weiteren nachrückenden deutschen Truppen angegriffen, sodass sie den Rückzug antreten. Als Ferguson mit seinem Maschinengewehr auf die Deutschen schießt, reist er augenblicklich wieder in die Gegenwart, wo er plötzlich auf Polizisten schießt. Er merkt, was gerade passiert ist und flüchtet vor der Polizei. Dabei wird er von Biggels gerettet, der sich nun wundert, in was für einer seltsamen Zeit er gelandet sei.
Um dies zu klären, begeben sich beide zu Raymond, von dem sie erfahren, dass sie immer dann durch die Zeit reisen, wenn der jeweils andere in Gefahr ist. Anschließend stehlen sie einen Polizeihubschrauber, einen Bell 206 JetRanger, und schaffen es, wieder in das Jahr 1917 zu reisen. Mit dem Hubschrauber fliegen sie, über das Kampfgebiet der Westfront, direkt zur deutschen Waffe, welche gerade dabei ist, erneut aktiviert zu werden. Sie nehmen mit Hilfe moderner Mikrofone die Akustik auf und verstärken sie mit Hilfe der Bordlautsprecher. Dadurch wird die Akustik zurück zu Waffe gelenkt, wodurch sie zerstört wird. Derweil befreien Algy, Bertie und Ginger das Kloster von den Deutschen. Biggels und Ferguson fliegen ebenfalls dorthin. Als sie landen, will Biggels seine geliebte Marie in die Arme nehmen, wobei sie plötzlich unter Feindbeschuss eines deutschen Kampffliegers geraten. Marie wird getroffen und liegt im Sterben. Vor lauter Wut nimmt Biggels seine Waffe und beschießt den Kampfpiloten. Als ihm die Munition ausgeht, wirft er mit großem Geschick eine Handgranate in sein Cockpit, der Kampfpilot wirft ebenfalls eine Granate. Das Kampfflugzeug explodiert, Biggles kann im letzten Moment hinter einer Statue in Deckung gehen. Mit dem Aufgehen der Sonne erkennt Biggels allerdings, dass Marie nicht sterben wird und Ferguson reist wieder in seine Zeit zurück. Raymond hilft ihm dabei, nicht von der Polizei verhaftet zu werden. Anschließend heiraten Ferguson und Debbie in England, wobei er kurz vor der Ringübergabe wieder in die Zeit zurückreist und Biggels, Algy, Bertie und Ginger aus dem Kochtopf eines Kannibalenstamms aus Neuguinea rettet.

## Kritik
In der Los Angeles Times verriss Sheila Benson den Film. Dieses ewige „hin und her“ sei „anstrengend“ und völlig „ohne Flair“, sodass man diesen „Film voller Enttäuschungen […] mit einem kitschigen Plot, der weltweit schlimmsten und aufdringlichsten Musik und einer Zeitreise wie ein Schleudertrauma“ einfach „nicht genießen“ kann.
Das Lexikon des internationalen Films meinte, dass dieses „haarsträubende Abenteuer“ ein „turbulentes Verwirrspiel mit allzu viel Kriegsgetümmel“ und dementsprechend nur „mäßig unterhaltsam“ sei.

## Soundtrack
1. Jon Anderson – „Do You Want to Be a Hero“
2. Jon Anderson – „Chocks Away“
3. Deep Purple – „Knocking at Your Back Door“
4. Mötley Crüe – „Knock ‘Em Dead, Kid“
5. The Immortals – „No Turning Back“

## Hintergrund
Der Film wurde von Januar bis März 1985 gedreht. Im Film wurden mehrere Flugzeuge verwendet, darunter eine Stampe & Vertongen SV-4, Boeing-Stearman und die Shuttleworth Collection. Als Drehorte dienten die All Saints Church in Holdenby und das alte Fabrikgelände Beckton Gas Works, auf dem ein Jahr später Stanley Kubricks Full Metal Jacket gedreht wurde.
Ursprünglich sollte bereits 1969 eine erste Verfilmung mit Biggles veröffentlicht werden. Unter dem Titel Biggles Sweeps the Skies sollte der britische Schauspieler James Fox den Helden spielen. Obwohl bereits Requisiten gebaut und Promomaterial veröffentlicht wurde, wurde das Projekt abgebrochen, bevor ein fertiger Film entstand. Der Film lief am 19. Juni 1986 in deutschen Kinos an.